# 新トモエ電機工業
新トモエ電機工業株式会社（しんトモエでんきこうぎょう）は、蓄電池機関車、無人搬送システム等を製造する日本の輸送用機器メーカーである。本項目では、前身のトモエ電機工業としての沿革、製品等も含めて記述する。

## 概要
1957年9月に、トモエ電機工業株式会社として設立され、トンネル工事現場等向けの小型蓄電池機関車の製造・販売を手掛ける。その後、高精度な走行・停止制御、メンテナンスフリー構造等の技術力を発達させ、工場構内向けの無人搬送システム等の開発・製造にも進出し、業績を拡大した。
2008年頃から、景気低迷の影響により資金繰りが悪化。2009年9月29日に民事再生法の適用を申請したが再生計画はととのわず、2010年3月25日に再生手続き廃止が決定され、同年6月3日に破産手続きの開始決定に至る。
しかしながら、トモエ電機工業の有していた電気車両・無人搬送システム等の技術力は将来的にも環境対応テクノロジー等として有望であったことから、総合レンタル大手の西尾レントオールが同社の事業譲受を希望し、新法人として新トモエ電機工業を設立。事業全般を譲受して2010年6月より新会社としての業務を開始した。

### 事業所
- 本社 - 東京都大田区大森北1-5-1
- 大阪営業所 - 大阪府豊中市利倉3-4-8
- 御殿場工場 - 静岡県御殿場市神場字大通2314-3 富士御殿場工業団地

## 沿革
- 1957年9月 - トモエ電機工業設立。
- 2009年9月29日 - 民事再生法の適用を申請[3]。
- 2010年
  - 3月25日 - 民事再生手続き廃止決定[4]。
  - 6月3日 - 破産手続き開始決定[4]。
  - 6月18日 - 新会社・新トモエ電機工業としての業務開始。
- 2011年4月 - 御殿場工場が完成。旧富士小山工場から生産拠点を移転。

## おもな製品

### 建設工事向け機関車
1.5t-15tの各種規格の蓄電池機関車を製造。サーボ機構による高精度な走行・停止制御技術を有し、「サーボロコ」の商品名で販売している。充電や電池交換が困難な環境向けに、マイクロガスタービン発電機を搭載したタイプ（商品名「ターボロコ」）や、急勾配に対応可能なラックレール（商品名「ピンラック」）式機関車もある。

### 鉄道車両牽引車
鉄道車両基地構内での検修車両入換用の蓄電池機関車や軌陸両用車両牽引車。電気動力を使用し、排気ガスがないことから、地下鉄事業者向けや、建屋内作業用等に特色を有する。

### 無人搬送システム
工場構内等の工程中で、原料や中間製品・完成品等を搬送する無人自走台車（AGV）。積載量1t級から、400tを超えるものまで、用途に応じたシステム構築に対応する。

### 遊覧車両
上記の各技術を応用して製作される。足尾銅山観光向けラックレール式機関車や、東南植物楽園（沖縄市）の「トラム」、錦川鉄道の初代「とことこトレイン」の客車（元・「山口きらら博」向け）等の導入事例がある。

## 関連会社
- ニシオホールディングス